# Schloss Hemsendorf

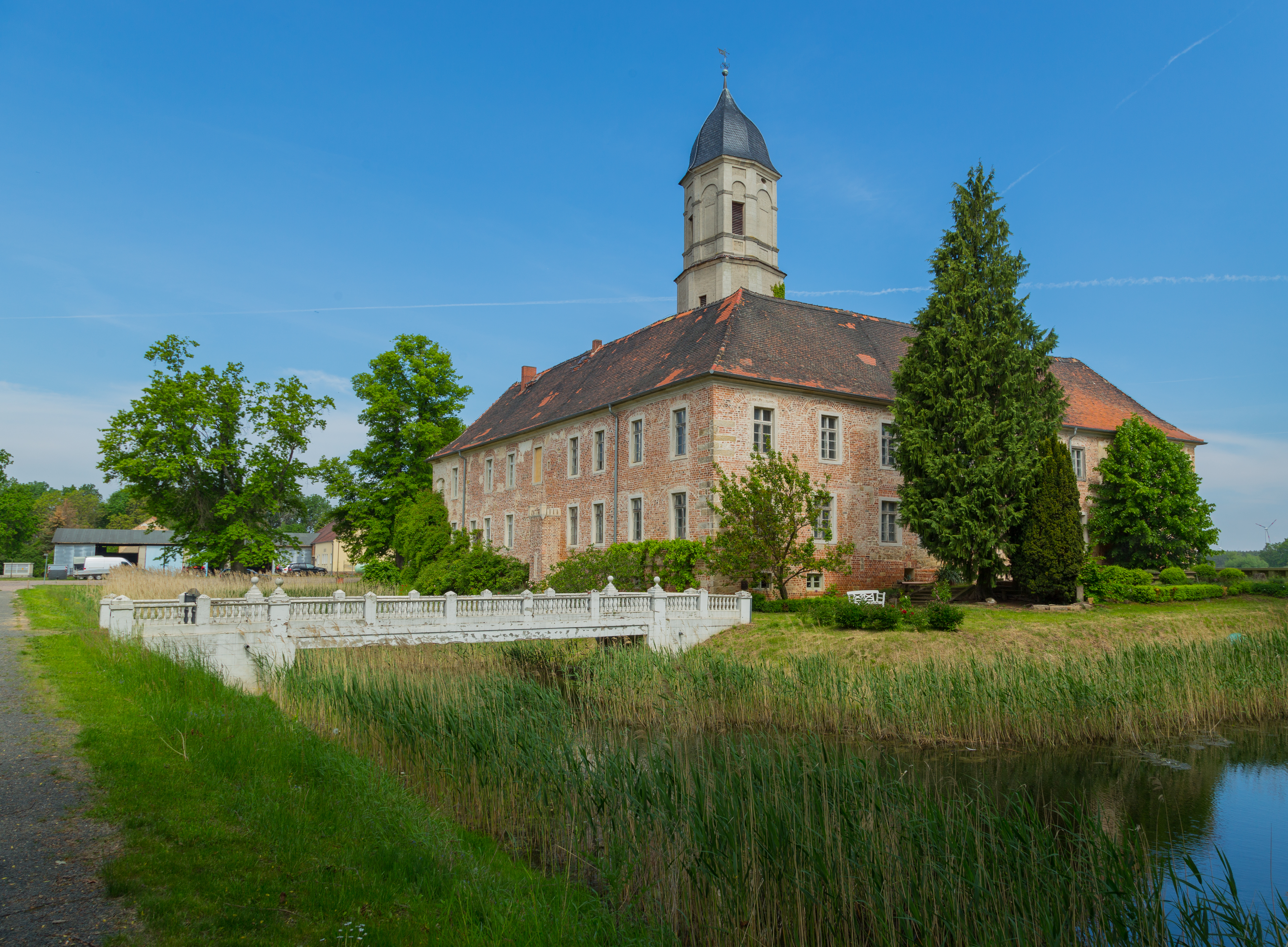
Schloss Hemsendorf

Das Schloss Hemsendorf, auch Wasserschloss Hemsendorf, befindet sich im gleichnamigen Ortsteil der Stadt Jessen direkt am ehemaligen Verlauf der Schwarzen Elster. Christian Dietrich von Röbel ließ das Schloss Ende des 17. Jahrhunderts auf dem Gelände einer erstmals 1380 erwähnten Wasserburg errichten. Die von Wassergräben umgebene Schlossanlage mit ihrer unmittelbaren Nähe zum Fluss wird auch als Wasserschloss Hemsendorf bezeichnet.

## Geschichte

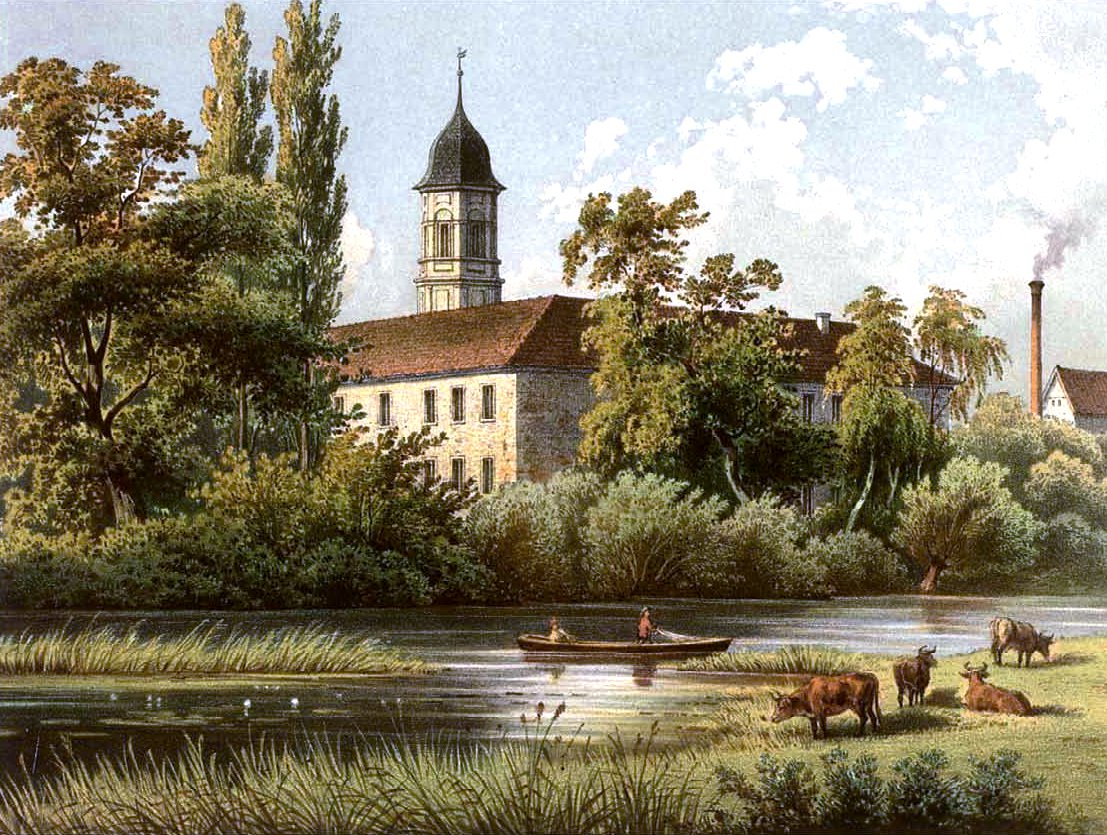
Historische Ansicht aus der Sammlung Duncker

Erstmals 1380 wird der Vorgängerbau des heutigen Schlosses erwähnt. Herzog Wenzel belehnte die Brüder Gerhard und Frycze von Glyne mit Hemsendorf. Zwischen 1458 und 1573 befand sich die Anlage im Besitz der Familie von Ryßen (auch Reysen und Reisen). Ab 1573 gehörte das Lehen dem kursächsischen Rat Michael Teuber. Dessen Tochter Euphrosine verheiratete sich mit Hofrat Andreas Rauchbar. Bis zum Jahr 1618 blieb die Anlage im Besitz der Familie Rauchbar. Während des Dreißigjährigen Krieges war der Ort lange Zeit unbewohnt. 1652 wurde Wolf Otto Thümmel Eigentümer des Schlosses und Hans Heinrich Kuffer besaß bis 1692 das Gut. Ab dem Jahr 1702 war mit Christian Dietrich von Röbel die Familie von Röbel Eigentümer der Anlage. Christian Dietrich von Röbel gestaltete das Schloss zu seinem heutigen Aussehen um. Ein Brand in der Nacht vom 14. zum 15. Dezember 1838 zerstörte das damalige Brauereigebäude. Nach mehrmaligen wechselnden Eigentumsverhältnissen erwarb Georg Friedrich Berndt im Jahr 1929 das Anwesen. Nach dem Zweiten Weltkrieg wurde das Schloss als Kindergarten, Konsum und auch als Wohnraum genutzt. Im Jahr 2003 erwarb ein privater Investor die Schlossanlage. Seitdem wird diese saniert und steht für Besichtigungen offen.

## Beschreibung der Schlossanlage

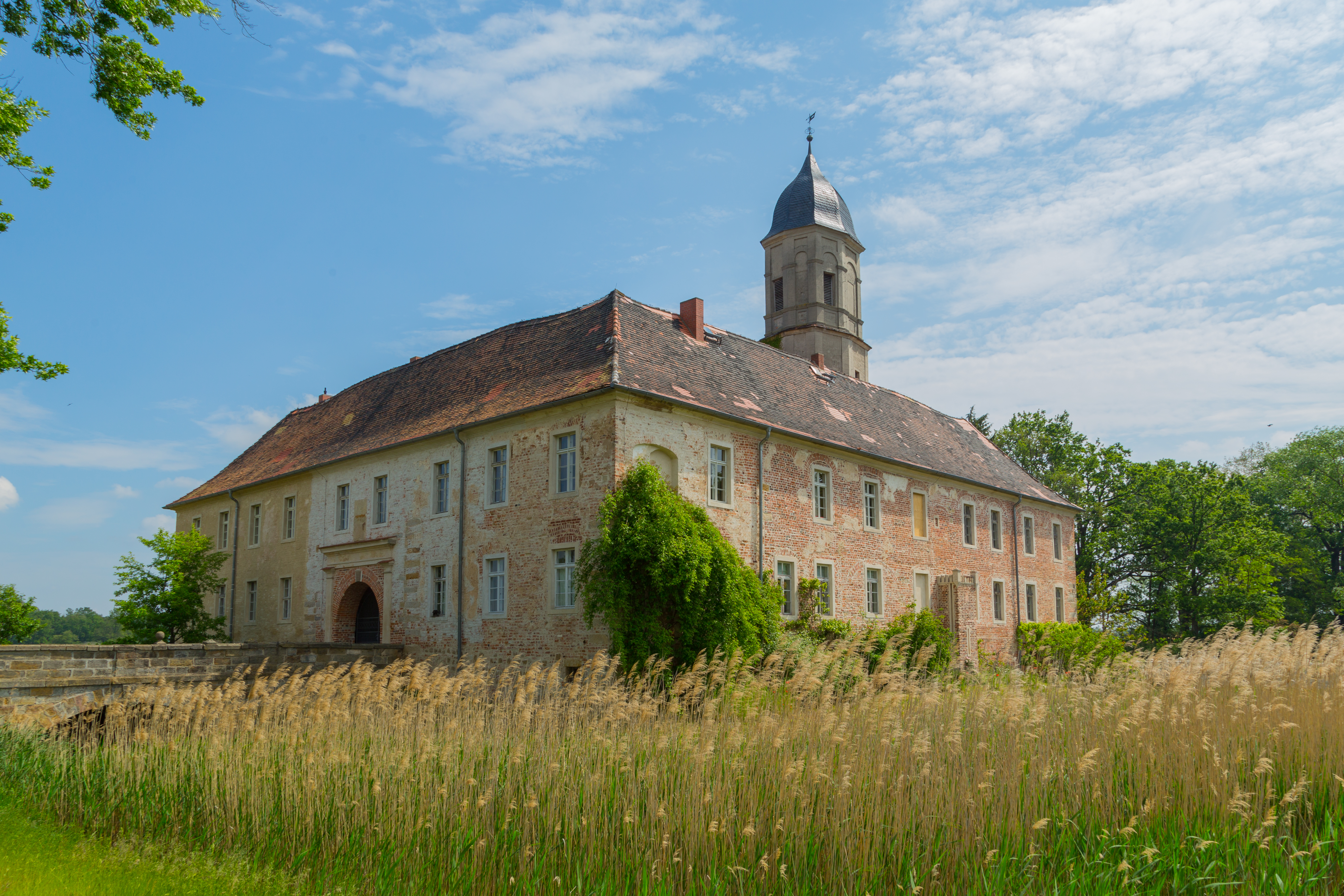
Schloss Hemsendorf, Ansicht von Südwesten

### Schloss
Das Schloss ist ein aus vier Flügeln bestehender, zweigeschossiger Backsteinbau. Ein unregelmäßig oktonaler, und aus fünf Geschossen bestehender Turm befindet sich an der Südostecke des Bauwerks. Dieser ist mehrfach abgestuft und verfügt über eine Schweifhaube. Vor dem an der Westseite liegenden Zugang zum Schloss befindet sich eine aus dem Jahr 1741 stammende Sandsteinbrücke. Die Innenausstattung gilt bis auf eine bemalte Tür und das aus dem 18. Jahrhundert stammende Treppenhaus als verloren.

### Schlosskapelle
Die Schlosskapelle im Nordflügel der Anlage ist ein Saal mit als Korbbogen ausgeführten Fensternischen und einer Herrschaftsempore an der Westseite des Saals. Die Decke der Kapelle ist eine Gips-Decke mit einem stuckverzierten Rahmen. In der Mitte der Decke befindet sich eine Malerei aus dem Anfang des 18. Jahrhunderts, bestehend aus Wolkenhimmel mit Gottesauge.

### Park
Der heute vorhandene Gutspark wurde vermutlich unter dem damaligen Rittergutsbesitzer Rittmeister Otto Peter Ludwig Ferdinand von Itzenplitz Mitte des 19. Jahrhunderts als englischer Landschaftsgarten angelegt. Der ehemals viel größere Park wurde nach dem Zweiten Weltkrieg im Zuge der Bodenreform teilweise in Neubauernstellen umgewandelt.

### Wirtschaftsgebäude
Das Wirtschaftsgebäude der Schlossanlage ist ein barocker Fachwerkbau mit Andreaskreuzen und Mann-Figuren. Es befindet sich auf dem Damm vor dem Schloss.